# Sant Joan de la Fortesa
Sant Joan de la Fortesa és una església de Sant Pere Sallavinera (Anoia) inclosa a l'Inventari del Patrimoni Arquitectònic de Catalunya.

## Descripció
Petit edifici de planta rectangular, amb una capella i la sagristia annexes al costat de migdia.
A la façana de ponent hi trobem la porta d'entrada i una petita finestra, sobre les quals s'alça un campanar d'espadanya doble.
Volta de canó lleugerament a punxada. Alguns murs conserven part de l'arrebossat.

## Història
Desconeixem la data de construcció d'aquesta església, però sabem que l'edifici actual va esser refet al segle xvii, i darrerament ha estat restaurat.